# 紀元節
| 宮中祭祀の主要祭儀一覧             |
| 四方拝・歳旦祭                     |
| 元始祭                             |
| 奏事始                             |
| 昭和天皇祭（先帝祭）               |
| 孝明天皇例祭（先帝以前三代の例祭） |
| 祈年祭                             |
| 天長祭（天長節祭）                 |
| 春季皇霊祭・春季神殿祭             |
| 神武天皇祭・皇霊殿御神楽           |
| 香淳皇后例祭（先后の例祭）         |
| 節折・大祓                         |
| 明治天皇例祭（先帝以前三代の例祭） |
| 秋季皇霊祭・秋季神殿祭             |
| 神嘗祭                             |
| 新嘗祭                             |
| 賢所御神楽                         |
| 大正天皇例祭（先帝以前三代の例祭） |
| 節折・大祓                         |

紀元節（きげんせつ）は、古事記や日本書紀で日本の初代天皇とされる神武天皇の即位日をもって定めた祝日。日付は紀元前660年2月11日。1873年（明治6年）に定められた。かつての祝祭日の中の四大節の一つ。
1948年7月20日の「国民の祝日に関する法律」公布・施行により、紀元節を含む四大節は廃止された。1966年（昭和41年）に同じ2月11日が「建国記念の日」として国民の祝日となり、翌年から適用された。
2月11日の日付は、日本書紀で神武天皇が即位したとされる神武天皇元年（紀元前660年）1月1日の月日を、明治に入りグレゴリオ暦に換算したものである。

## 紀元節の制定まで
8世紀初めに編まれた『日本書紀』によれば、神武天皇の即位日は「辛酉年春正月、庚辰朔」であり、日付は正月朔日、すなわち1月1日となる。
しかし、明治5年11月15日（1872年12月15日）、明治政府は神武天皇の即位をもって「紀元」と定め（明治5年太政官布告第342号）、同日には「第一月廿九日」（1月29日）を神武天皇即位の相当日として祝日にすることを定めた（明治5年太政官布告第344号）。（新暦による表示である）1873年1月29日は、新暦（太陽暦：グレゴリオ暦）で旧暦（太陰太陽暦：天保暦）のまま変えなかったときの明治6年1月1日に当たる日付（並行して二つの暦を進めた時に重なる日）である。折柄、明治5年12月2日（1872年12月31日）の翌日をもって明治6年1月1日（1873年1月1日）とし、新暦が施行されることになっていた。
1873年（明治6年）1月29日、神武天皇即位日を祝って、神武天皇御陵遙拝式が各地で行われた。同月、神武天皇即位日と天長節（天皇誕生日）を祝日とする布告を出している。同年3月7日には、神武天皇即位日を「紀元節」と称することを定めた（明治6年太政官布告第91号）。
ところで、これらの太政官布告に先立って、明治5年11月9日（1872年12月9日）に出されていた太陽暦を施行する旨の太政官布告では、祭典等の日付は、旧暦の月日を新暦の月日には換算せずまったく同じ数字になるように施行するものと定めていた（明治5年太政官布告第337号）。
これは、祭典の執行日を新暦で固定し、毎年旧暦の月日から新暦の月日に換算する煩雑さを避けるための規定である。例えば、例年1月1日に新年を祝って行われる歳旦祭は、旧暦1月1日の新暦相当日ではなく新暦1月1日に行うということになる。
この規定の影響などもあって、紀元節は旧暦1月1日、すなわち旧正月を祝う祝日との誤解が国民のあいだに広まった。国民のこの反応を見て政府は、紀元節は神武天皇即位日を祝う祝日であるという理解が広まらないのではないかと考えた。また、1月29日では、孝明天皇の命日（慶応2年12月25日（1867年1月30日）、孝明天皇祭）と前後するため、不都合でもあった。
そこで、政府は、1873年（明治6年）10月14日、新たに神武天皇即位日を定め直し、2月11日を紀元節とした（明治6年太政官布告第344号）。
2月11日という日付は、文部省天文局が算出し、暦学者の塚本明毅が審査して決定した。その具体的な計算方法は明らかにされていないが、当時の説明では「干支に相より簡法相立て」としている。
干支紀年法は、後漢の元和2年（ユリウス暦85年）に三統暦を廃止して以降は、60の周期で単純に繰り返すようになっている。神武天皇の即位年の「辛酉年」は『日本書紀』の編年（720年（養老4年）に成立）を元に計算すると西暦紀元前660年に相当し、即位月は「春正月」であることから立春の前後であり、即位日の干支は「庚辰」である。そこで西暦（先発グレゴリオ暦）で紀元前660年の立春に最も近い庚辰の日を探すと新暦2月11日が特定される。その前後では前年12月20日と同年4月19日も庚辰の日であるが、これらは「春正月」にならない。したがって、「辛酉年春正月庚辰」は紀元前660年2月11日とした。なお、『日本書紀』はこの日が「朔」、すなわち新月の日であったとも記載しているが、朔は暦法に依存しており「簡法」では計算できないので、明治政府による計算では考慮されなかったと考えられる。なお、現代の天文知識に基づき当時の月齢を計算すると、この日は天文上の朔に当たるが、これは天文上の朔にあわせるため、庚辰の日を即位日としたと考えられている。

## 制定後から「建国記念の日」に変わるまで
紀元節には、宮中皇霊殿で天皇親祭の祭儀が行われ、各地で神武天皇陵の遙拝式も行われた。1889年（明治22年）には、この日を期して大日本帝国憲法が発布され、これ以降、憲法発布を記念する日にもなった。1891年（明治24年）には小学校祝日大祭儀式規程（明治24年6月17日文部省令第4号）が定められ、天皇皇后の御真影（写真）に対する最敬礼と万歳奉祝、校長による教育勅語の奉読などからなる儀式を小学校で行うことになった。1914年（大正3年）からは全国の神社で紀元節祭を行うこととなった。1926年（大正15年）からは青年団や在郷軍人会などを中心とした建国祭の式典が各地で開催されるようになった。
第二次世界大戦後の1947年（昭和22年）、片山哲内閣により、日本国憲法にふさわしい祝日の法案に紀元節が「建国の日」として盛り込まれていたが、連合国軍最高司令官総司令部により削除され、法は1948年（昭和23年）7月に施行された。日本が独立を回復した1952年（昭和27年）から復活運動がおき、1957年2月13日自民党纐纈弥三らは、建国記念日法案を国会に提出し、5月15日衆議院で可決（のち審議未了）、また1958年（昭和33年）に国会へ議案が提出された。その後、「紀元節」の復活に賛否両論あるなか数度の廃案と再提案を経て、1965年2月3日佐藤栄作首相は全国知事会議で建国記念日は2月11日が適当、祝日法改正案は政府立法で国会に提出すると所信を表明、1966年（昭和41年）に、「建国をしのび、国を愛する心を養う。」という趣旨の「建国記念の日」を定める国民の祝日に関する法律の改正が成立した。同改正法では、「建国記念の日」の具体的な日付について定めず、政令によって定めることとしていた。そのため、同年12月、佐藤栄作内閣は、建国記念の日となる日を定める政令（昭和41年政令第376号）を定めて、「建国記念の日」を2月11日とした。同政令は即日施行され、翌1967年（昭和42年）の2月11日に実施された。こうして、紀元節の祭日であった2月11日は、「建国記念の日」として祝日となった。
1966年12月8日建国記念日審議会は建国記念日を2月11日と答申し、12月9日公布された（政令）。

## 紀元節祭
紀元節が祭日とされていたときには、その当日、宮中三殿の賢所、皇霊殿、神殿では、紀元節祭が行われ、紀元節の祝宴も行われた。また、全国の神社においても、紀元節祭が行われた。
紀元節祭は、初めて紀元節とされた1873年（明治6年）1月29日に、宮中三殿の皇霊殿において行われたのが最初である。このときには皇霊殿においてのみ祭祀が行われ、賢所には便りの御拝が行われただけであった。1914年（大正3年）から、全国の神社でも紀元節祭を行うように定められ、1927年（昭和2年）の皇室祭祀令の一部改正によって、賢所、皇霊殿、神殿において行われるようになった。
皇室祭祀令が定める大祭のひとつで、天皇が皇族および官僚を率いて親ら祭典を行う。天皇の出御は午前9時30分で、御拝礼御告文を奏して入御。ついで皇后、皇太后の御拝、皇族の御拝がある。参列員は文武高官有爵者優遇者、勅任待遇までの官僚で、正午から午後3時30分まで、有資格者の参拝が許された。当夜は賢所御神楽の儀に準じて皇霊殿に御神楽の奏楽があり、このとき天皇が御拝して、入御ののち神楽に移った。天皇は、神楽が終わるまで就寝しなかった。伊勢神宮、官国幣社以下の神社においては、1914年（大正3年）から、中祭式で祭典が行われた。
1947年（昭和22年）5月2日の皇室祭祀令廃止、1948年（昭和23年）7月20日の休日ニ関スル件廃止を受けて、1949年（昭和24年）以降、大祭としての紀元節祭は行われなくなった。ただし、昭和天皇は同年の2月11日より、宮中三殿において、臨時御拝（りんじごはい）として、旬祭と同じ作法で親拝を行った。平成以降は三殿御拝（さんでんごはい）に名称が改められ、同様に天皇の親拝が行われている。橿原神宮へも勅使が派遣され、御神楽奉納は神武天皇祭（4月3日）に併せて行われている。
1954年（昭和29年）、神社本庁の通達に従い橿原神宮、伊勢神宮、鶴岡八幡宮などが紀元節祭を行い始めた。このほか、一部の有志によって建国祭などと名称を変えて式典が行われている。また、1967年（昭和42年）の建国記念の日制定以降、全国の神社でも再び紀元節祭が行われるようになった。神社本庁などから宮中での紀元節祭復活の要求があるが、宮内庁はこれを拒否している。右翼団体は21世紀にも建国記念の日に「紀元節」を奉祝する集会や街宣活動を日本各地で行う。

## 唱歌「紀元節」
高崎正風作詞、伊沢修二作曲の唱歌「紀元節」が1888年（明治21年）に発表され、1893年（明治26年）には文部省によって祝日大祭日唱歌に選定された。

## 諸説
紀元節の2月11日という日付の由来については、「建武年間記」「建武年中行事」によると、延喜式神名帳筆頭にある宮中内の座神「韓神社」の祭りを、建武2年2月11日に後醍醐天皇が執り行ったことに由来するとする説がある。

## その他
紀元節には、社会事業奨励を目的に宮内省から、業績が顕著な病院（財団法人）等に対し、金一封が下賜された。また、都道府県単位で社会事業功労者、教育功労者、産業功労者等に対する表彰伝達が行われていた。表彰制度の多くは、第二次世界大戦後も続けられているが、表彰日は他の節目に行われる例も多くなった。
天皇の即位など節目の年の紀元節には恩赦が行われた。
具体的には1934年（昭和9年）の紀元節では明仁親王誕生を記念した恩赦が、1938年（昭和13年）の紀元節では憲法発布50年を記念した恩赦が行われている、当時服役していた五・一五事件の首謀者の例では、刑期をそれぞれの恩赦時に1/4減刑されるなどの恩恵を得ている。